# مسجد زرگران
مسجد زرگران مربوط به دوره صفوی است و در بناب، داخل شهر واقع شده و این اثر در تاریخ ۲۵ اسفند ۱۳۷۹ با شمارهٔ ثبت ۳۰۸۵ به‌عنوان یکی از آثار ملی ایران به ثبت رسیده است.